# Француски револуционарни ратови: Кампања 1794.
Година 1794. је трећа година Француских револуционарних ратова. 
Реорганизација француске војске довела је до наглог повећања људства. Почетком 1794. године она је бројала око милион људи.

## Операције на северу и Рајни
Савезници 17. априла крећу у напад на Ландреси и убрзо је освајају, али Аустријанци трпе поразе у Мускрону и код Куртреа. Французи формирају нову армију – Армију Сабре и Мезе која односи победе у бици код Шарлероа и бици код Флерика.
Рајнска и Мозелска армија претрпеле су пораз од немачког маршала Мелендорфа код Кајзерслаутерна. Французи односе победу на Руру и до краја године освајају све територије лево од реке Рајне. Луксембург се предао 7. јуна 1795. године. Французи улазе у Амстердам где су дочекани као ослободиоци. Образована је и нова Република Холандија.

## Операције на мору
Британски адмирал Џарвис почетком године заузима острво Мартиник, Гваделуп и Свету Луцију. У јуну је француски одред под командом Виктором Игом преотео Британији Гваделуп. Уз помоћ ројалиста, Британци се спремају за заузимање Корзике. 